# Marco Martino
Marco Martino (Roma, 21 febbraio 1960) è un ex discobolo italiano, primatista nazionale con la misura di 67,62 m.
È stato quattordici volte campione italiano (sei volte assoluto e otto volte invernale).

## Biografia
Negli anni 1980 diede vita ad una avvincente rivalità nel lancio del disco, in ambito nazionale, con il collega Marco Bucci, i due si alternarono più volte nell'albo d'oro dei campionati italiani e si tolsero vicendevolmente il primato italiano.
In particolare al Meeting di Formia del 30 giugno 1984, i due stabilirono entrambi il primato italiano nella stessa gara (66,90 Martino e 66,96 Bucci), Martino tolse definitivamente il record a Bucci il 28 maggio 1989, allorché a Spoleto con 67,62 stabilì quello che tuttora, a distanza di 36 anni, è l'attuale record italiano del lancio del disco.
Nel 1998 venne trovato positivo ad un test antidoping, terminando così la sua carriera.

## Record nazionali

### Seniores
- Lancio del disco, 67,62 m ( Spoleto, 28 maggio 1989) - attuale detentore

### Promesse
- Lancio del disco, 63,22 m ( Voghera, 20 giugno 1982)

## Palmarès
| Anno | Manifestazione          | Sede        | Evento           | Risultato | Misura  | Note |
| ---- | ----------------------- | ----------- | ---------------- | --------- | ------- | ---- |
| 1979 | Europei juniores        | Bydgoszcz   | Lancio del disco | 9º        | 49,58 m |      |
| 1983 | Giochi del Mediterraneo | Casablanca  | Lancio del disco | Bronzo    | 58,72 m |      |
| 1984 | Olimpiadi               | Los Angeles | Lancio del disco | 12º       | nm      |      |
| 1987 | Giochi del Mediterraneo | Latakia     | Lancio del disco | Oro       | 60,94 m |      |
| 1987 | Mondiali                | Roma        | Lancio del disco | 12º       | 60,60 m |      |
| 1991 | Giochi del Mediterraneo | Atene       | Lancio del disco | Argento   | 59,82 m |      |
| 1991 | Mondiali                | Tokyo       | Lancio del disco | 18º       | 60,34 m |      |

## Campionati nazionali
- 6 titoli assoluti (1983, 1986/1988, 1990 e 1991) ai Campionati italiani assoluti di atletica leggera
- 8 titoli invernali (1985/1989 e 1991, 1993 e 1996) ai Campionati italiani invernali di lanci